# Where the Wild Things Are (livro)
Where the Wild Things Are (no Brasil: Onde Vivem os Monstros; em Portugal: O Sítio das Coisas Selvagens) é um livro infantil do escritor e ilustrador americano Maurice Sendak. Seu lançamento ocorreu em 1963. O livro já vendeu 19 milhões de cópias pelo mundo.

## Enredo
Max, um garoto de cinco anos de idade, faz uma grande travessura e é posto de castigo por sua mãe. No quarto, o menino começa a fantasiar um mundo fantástico, onde ele ira interagir de diversas formas com vários monstros gigantes.

## Adaptações
Em 1973, o livro ganhou uma versão animada produzida por Gene Deitch e em 2009, uma versão em live-action foi criada por Spike Jonze. Há também uma ópera baseada no livro, composta por Oliver Knussen e com libretto pelo próprio Maurice Sendak.